# Battaglia dello Stretto di Blackett
La battaglia dello Stretto di Blackett, talvolta indicata informalmente anche come prima battaglia del Golfo di Kula, è avvenuta nella notte tra il 5 e il 6 marzo 1943, lungo le coste meridionali e orientali dell'isola di Kolombangara, e vide combattere due cacciatorpediniere giapponesi contro una superiore task force statunitense, forte di tre incrociatori leggeri e tre cacciatorpediniere.
Le unità nipponiche, appartenenti alla 2ª Flotta, erano state inviate in aiuto delle forze navali imperiali impegnate nella campagna delle isole Salomone e incaricate di recare un carico di munizioni, cibo e attrezzature alla guarnigione su Kolombangara, in rapida crescita. La missione iniziò la mattina del 5 marzo e fu completata nelle prime ore del 6 ma, appena iniziato a circumnavigare in senso antiorario l'isola, i due cacciatorpediniere furono subitaneamente attaccati dalla squadra statunitense, il cui comandante fece un uso accorto del radar per colpire nel buio le unità avversarie. In meno di venti minuti di serrato scontro, i cacciatorpediniere nipponici furono affondati senza avere avuto il tempo di attuare una valida reazione, lasciando campo libero alle navi statunitensi che poterono bombardare l'aeroporto a Vila. La battaglia capovolse l'abituale svolgimento di scontri notturni che, soprattutto durante la campagna di Guadalcanal, avevano visto la netta prevalenza della Marina imperiale.

## Contesto strategico
Tra l'agosto 1942 e il febbraio 1943 il settore del Pacifico sud-occidentale era stato dominato dalla logorante campagna di Guadalcanal, duramente contesa tra le forze armate giapponesi e quelle statunitensi. Il 7 febbraio 1943 la Marina imperiale aveva comunque concluso l'evacuazione delle provate truppe nipponiche dall'isola, costata gravi perdite umane e materiali alla macchina bellica giapponese. Allo scopo di proteggere la piazzaforte di Rabaul, in Nuova Britannia, base dell'8ª Flotta (viceammiraglio Gun'ichi Mikawa) e di tutte le operazioni nell'area Nuova Guinea-isole Salomone, l'alto comando giapponese aveva predisposto alla fine del 1942 la costituzione di aeroporti, presidi e guarnigioni nelle Salomone centro-settentrionali: in particolare i rinforzi furono inviati in Nuova Georgia, a Santa Isabel e a Kolombangara, ritenuti i prossimi obiettivi delle forze statunitensi dipendenti dalla South Pacific Force (ammiraglio William Halsey), le cui navi da guerra e reparti aerei erano responsabili di vari bombardamenti navali e veloci raid sulle postazioni nipponiche. I viaggi erano spesso compiuti dai cacciatorpediniere di squadra, capaci di trasportare uomini, munizioni, vettovaglie etc. in rapidi viaggi notturni da Rabaul; tale genere di missioni – noto agli americani come Tokyo Express – era stato collaudato e affinato nei mesi di lotta a Guadalcanal.

## Piani giapponesi e statunitensi
Al principio del 1943 Mikawa attendeva già a molteplici compiti con le sue relativamente limitate forze e, pertanto, era appoggiato da aliquote della 2ª Flotta (la principale squadra da battaglia giapponese che si trovava all'ancora nella base atollina di Truk) composte sostanzialmente da cacciatorpediniere. Al principio del marzo 1943, distaccati dalla 4ª Squadriglia, giunsero a Rabaul il Murasame e il Minegumo; furono incaricati di trasportare rifornimenti a Vila, ex piantagione sulla costa meridionale di Kolombangara, dove erano sorti un aeroporto militare, depositi e altre installazioni difese da numerose truppe dell'Esercito e della Marina imperiali.
Le attività giapponesi a nord di Guadalcanal destavano la preoccupazione di Halsey e del suo stato maggiore, che tra la fine del 1942 e l'inizio del 1943 avevano organizzato regolari missioni notturne di Task force e Task group rivolte contro le basi giapponesi di Munda, sito di una vasta pista aerea nella Nuova Georgia sud-occidentale, e Vila. Questi due aeroporti, abilmente costruiti e mimetizzati dai giapponesi, ponevano grandi ostacoli alle future operazioni anfibie nelle Salomone; dall'altro lato, la loro conquista avrebbe regalato preziosi punti d'appoggio per l'aeronautica basata a terra, agevolando il complessivo svolgimento della campagna lungo la catena delle Salomone. Per l'inizio di marzo era prevista un'ennesima azione di bombardamento, affidata alla Task force 68 al comando del contrammiraglio Aaron Merrill: la formazione doveva percorrere lo Stretto della Nuova Georgia, immettersi da nord nel Golfo di Kula (tra la Nuova Georgia e Kolombangara) ed effettuare il cannoneggiamento dei presidi nipponici.

## Ordini di battaglia
Dati tratti da:
 United States Navy, Task force 68

Contrammiraglio Aaron Merrill
- 12ª Divisione incrociatori: incrociatori leggeri USS Montpelier (nave ammiraglia), USS Cleveland, USS Denver
- Cacciatorpediniere USS Conway, USS Cony, USS Waller

 Marina imperiale giapponese

Capitano di vascello Masao Tachibana
- Distaccati dalla 4ª Squadriglia cacciatorpediniere, 2ª Flotta:
  - Dalla 2ª Divisione: cacciatorpediniere Murasame (nave ammiraglia)
  - Dalla 4ª Divisione: cacciatorpediniere Minegumo

Sussiste qualche discrepanza tra le fonti: lo storico navale Bernard Millot indica che la squadra statunitense era designata Task force 39. Una fonte afferma che il contrammiraglio Merrill avesse a disposizione quattro incrociatori leggeri e otto cacciatorpediniere, senza peraltro elencarne puntualmente i nomi.

## Svolgimento della battaglia

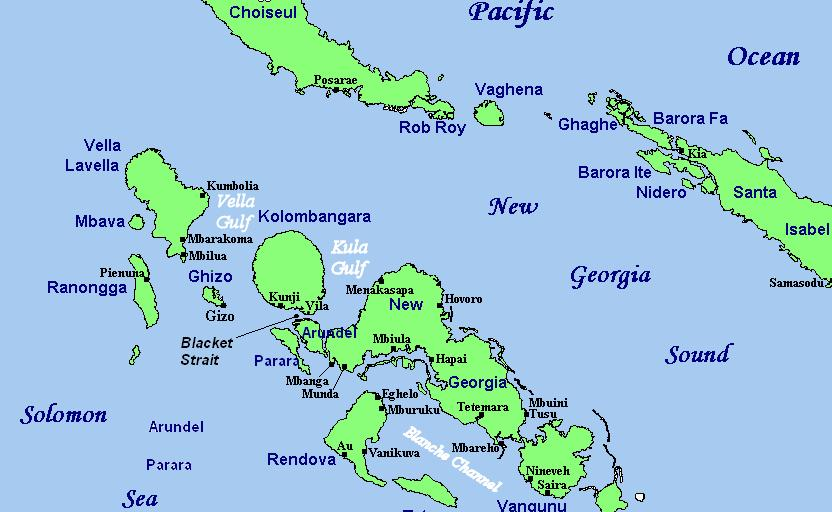
Carta generale delle Salomone centrali: al centro sono segnate Kolombangara (Vila è sulla propaggine meridionale) e lo Stretto di Blackett.

I due cacciatorpediniere giapponesi caricarono rifornimenti di vario genere a Rabaul e salparono il 5 marzo dalla base. Il Murasame, nave ammiraglia della 2ª Divisione, imbarcava il capitano di vascello Masao Tachibana che, essendo l'ufficiale di grado più elevato e il capo della divisione, assunse il comando congiunto delle due navi; il Minegumo era infatti agli ordini del capitano di corvetta Yoshio Uesugi. Tachibana si portò in testa e navigò sino alla rada protetta delle isole Shortland, un fondamentale punto d'appoggio per le operazioni navali giapponesi in tutte le Salomone. Riprese la traversata nel pomeriggio con una rotta che costeggiava da ovest Vella Lavella e altre isole minori prima di immettersi nello Stretto di Blackett, che separa Kolombangara a nord da Parara e Arundel a sud. I giapponesi schedulavano le missioni del Tokyo Express nelle ore notturne per sfuggire più facilmente alla vigilanza statunitense, tuttavia alle 22:35 un idrovolante Consolidated PBY Catalina localizzò con il radar di bordo il Murasame e il Minegumo: pur scambiandoli per due incrociatori, ne segnalò la presenza alla Task force 68 del contrammiraglio Merrill, a sua volta in arrivo da sud-est per effettuare nottetempo il bombardamento. Dalle fonti non si evince se i giapponesi avessero intuito di essere stati scoperti.
Alle 23:30 i cacciatorpediniere imperiali giunsero a destinazione e, ancoratisi davanti alla spiaggia, iniziarono subito lo scarico dei materiali mediante alcune chiatte motorizzate inviate dalla guarnigione di Vila; i lavori furono eseguiti con rapidità e dopo la mezzanotte del 6 marzo il capitano Tachibana condusse verso est i cacciatorpediniere prima di penetrare, con rotta nord-est, nel Golfo di Kula. Poco dopo alcune vedette del Murasame avvistarono lampi all'orizzonte: si trattava delle bordate degli incrociatori Montpelier, Denver e  Cleveland, scortati dai tre cacciatorpediniere Conway, Cony e Waller, che stavano sfilando lungo la costa della Nuova Georgia settentrionale mentre tiravano sui loro obiettivi. Alle 00:57 il radar SG del Denver, situato nelle ultime posizioni della colonna statunitense, individuò le due unità nipponiche alla distanza di circa 13 900 metri, le quali stavano rasentando in velocità il litorale est di Kolombangara; Merrill, a bordo del Montpelier, si dispose subito al combattimento e si lanciò nel golfo ad andatura sostenuta con rotta sud-sud-ovest. Alle 01:01 la distanza era calata a 9 100 metri circa e Merrill fece aprire il fuoco alle artiglierie degli incrociatori, seguito dopo appena un minuto da uno sciame di siluri rilasciato dal Waller. Il Murasame fu il primo a essere bersagliato, ma la prima salva cadde a cavallo dello scafo senza danno; grazie però ai dati forniti dal radar i serventi poterono correggere rapidamente il puntamento e dalla sesta salva le granate da 152 mm colpirono con effetti distruttivi il cacciatorpediniere giapponese. Il Murasame era in grave difficoltà e fu superato dal Minegumo, con rotta nord; poco dopo i siluri del Waller arrivarono a segno, l'unità nipponica fu squarciata da un grande esplosione alle 01:15 e affondò in pochi istanti. Dalle 01:06, intanto, il tiro dei tre incrociatori leggeri era stato spostato sul Minegumo, che subì diversi danni senza però essere fermato del tutto. Alle 01:17 Merrill ordinò una brusca virata a nord per inseguire e distruggere il Minegumo: il Waller e il Conway eseguirono subito l'accostata, seguiti dal Cleveland, dal Montpelier e dalle altre navi. Il cacciatorpediniere nipponico, rimontato, tentò di difendersi e di coprirsi la ritirata, ma fu demolito da numerosi proietti da 152 mm e forse anche da alcuni siluri. Alle 01:25 cominciò a inclinarsi e abbassarsi sull'acqua e, in appena cinque minuti, sprofondò in fiamme poco al largo della costa e a nord-est di Vila. La battaglia, durata solo quindici minuti, era stata brutale: il solo Montpelier aveva sparato complessivamente 1 800 granate da 127 mm e 152 mm.
Già dalle 01:25, con il Minegumo chiaramente messo fuori uso, Merrill si era dedicato al bombardamento dell'aeroporto giapponese: la squadra statunitense consumò altre migliaia di munizioni, compreso il Montpelier, che ne impiegò altre 700. Gli incrociatori furono ostacolati da alcune batterie costiere che, tuttavia, non riuscirono a piazzare alcun colpo sulle navi americane prima di essere distrutte. Poco prima delle 01:45 Merrill interruppe l'azione e, preceduto dai propri cacciatorpediniere, assunse una rotta nord-est per uscire dal Golfo di Kula e rientrare alla base.

## Conclusioni
Il contrammiraglio Merrill uscì dalla battaglia senza alcuna vittima e con le navi del tutto integre. Al contrario i giapponesi lamentarono 46 morti sul Minegumo, incluso il suo comandante capitano di corvetta Uesugi, e 122 morti sul Murasame. I naufraghi dei due cacciatorpediniere riuscirono comunque a nuotare fino a riva, relativamente vicina, e furono tratti in salvo da pattuglie della guarnigione di Kolombangara. Erano in totale 175, inclusi il capitano Tachibana e il comandante del Murasame, il capitano di corvetta Yōji Tanegashima.
La battaglia dello Stretto di Blackett, per quanto minore, rappresentò uno scontro atipico sul fronte dell'Oceano Pacifico, perché la Marina imperiale giapponese era stata battuta in un confronto navale notturno nel quale, in genere, eccelleva. Merrill fece un uso accorto e fruttuoso del radar, riuscendo a cogliere di sorpresa le navi giapponesi per quanto esse stesse fossero consapevoli che il nemico non era lontano: il valore di tale strumento fu dunque confermato, a patto di saperlo adoperare con criterio. Ancor più importante, in questo combattimento la squadra statunitense non fu preda dell'incertezza sull'iniziare a sparare, esitazione che invece aveva contraddistinto i contrammiragli Crutchley, Scott e Callaghan nelle feroci battaglie attorno Guadalcanal. Le artiglierie degli incrociatori leggeri, sulla base delle informazioni desunte dal radar, registrarono un buon successo complessivo e furono affiancate dall'azione dei cacciatorpediniere, decisamente migliorata rispetto al 1942 in tempestività e incisività.